# Aimée Pignolet de Fresnes
Pour les articles homonymes, voir Pignolet.
Aimée Pignolet de Fresnes dite Mère Marie Madeleine de la Croix est une religieuse catholique française née le 2 juin 1810 et morte le 27 janvier 1889. 

## Biographie
Originaire de Saint-André, sur l'île de La Réunion, Marie Françoise Aimée Pignolet rencontre son cousin Frédéric Levavasseur, alors séminariste à Paris, pour la première fois en 1835. De retour à la Réunion le 10 juin 1842 il accepte de devenir son directeur spirituel.
Elle fonde, cinq mois après l'Abolition de l'esclavage, le 19 mai 1849 avec Frédéric Levavasseur les Filles de Marie de Saint-Denis où elle réussit à réconcilier les religieuses blanches et noires estimant que seul le cœur compte. Elle choisit la Rivière des Pluies pour fonder sa congrégation et crée une école le 9 décembre .
Elle participe au démantèlement du système d'esclavagiste, œuvre pour aider les pauvres et les personnes mises à l'écart de la société.
Un an après sa mort, une sœur a eu une révélation et un an après son enterrement une fontaine divine aurait jailli.  
Son procès en béatification a été ouvert le 8 juillet 2021.

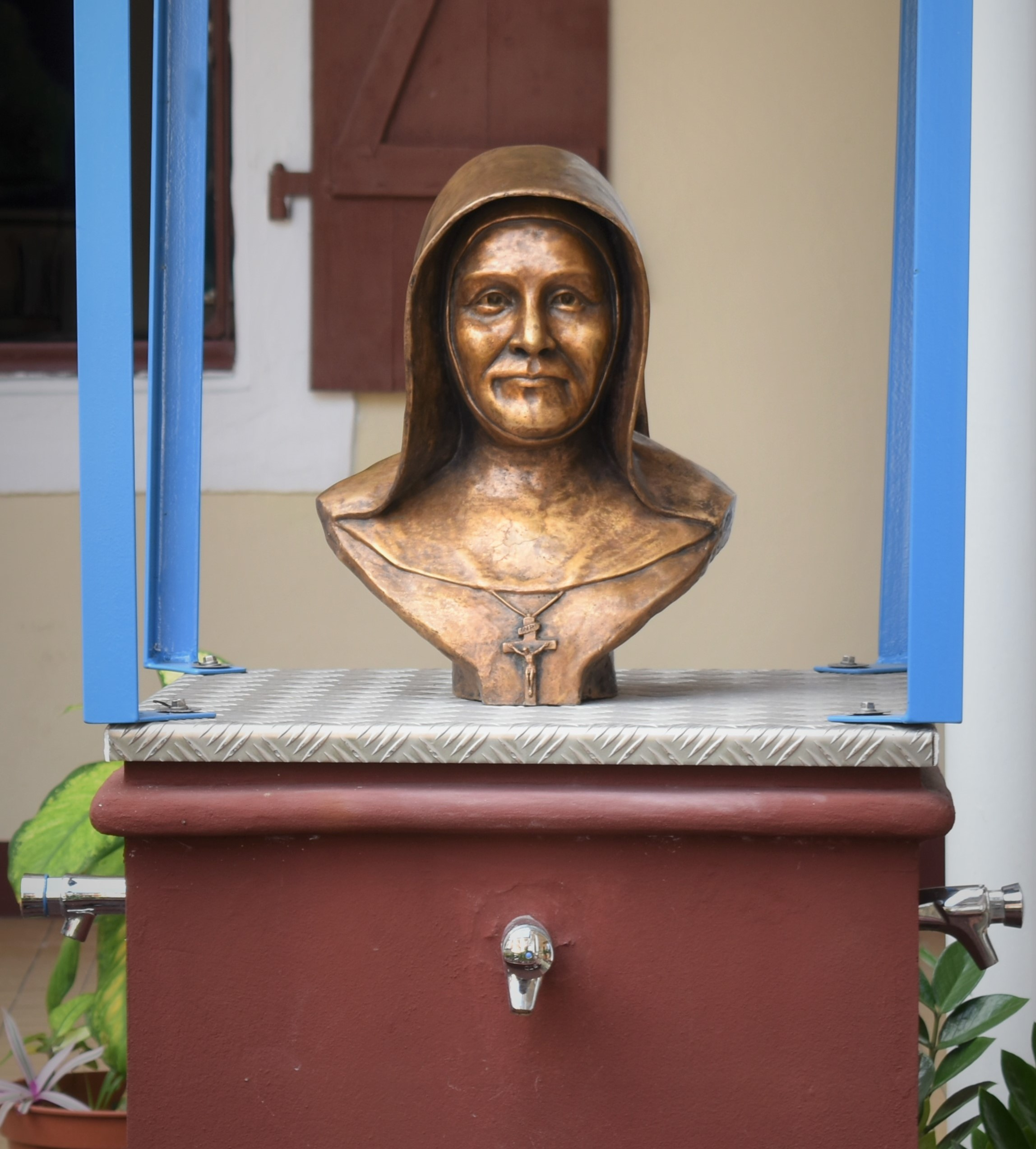
Buste en bronze de Marie-Madeleine de la Croix à la Congrégation des Filles de Marie, Saint-Denis de la Réunion, par la sculptrice Anne H.

## Postérité
Le musée de la Vraie Fraternité, à Saint-Denis, retrace sa vie et son œuvre.

## Annexe